# Nankin (tkanina)

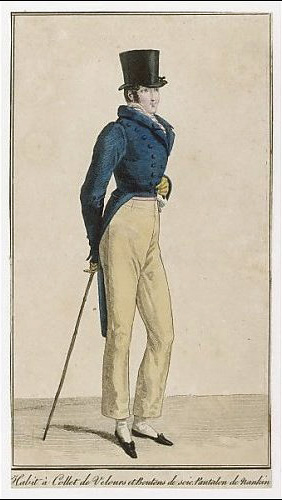
Spodnie z nankinu, grafika z 1818

Nankin – rodzaj bawełnianej tkaniny płóciennej o gęstym splocie, przeważnie koloru płowożółtego, choć bywają nankiny farbowane i na inne kolory. Z nankinu szyje się m.in. bieliznę, męskie spodnie oraz inną odzież.
Nazwa tkaniny pochodzi od chińskiego miasta Nankin.